# Oseja
Oseja è un comune spagnolo di 52 abitanti situato nella comunità autonoma dell'Aragona.